# Ulična košarka
Ulična košarka – poznata i pod tuđicama streetball i streetbasket – vrsta je košarke koja se igra na vanjskim terenima ili grubo prevedeno na ulici. Veoma je slična košarci, a pravila su svedena na minimum. Ulična košarka je dio svakodnevnice i razvija se paralelno s NBA košarkom. Čak postoje i neki igrači koji su s ulice dospjeli u NBA.
U Hrvatskoj je ulična košarka još u povojima iako postoje mnoga natjecanja tijekom ljeta. Na prvim je svjetskim prvenstvima Hrvatska postigla velike uspjehe.

## U Hrvatskoj
Najuspješnije Hrvatske ekipe su Statist Split (2013. bili na vrhu FIBA 3×3 ljestvice kao najbolja svjetska momčad, osvojili Streetball Europe 2011. u Prištini), Klesari Kebo Šibenik (neslužbeni prvaci Europe 2003. u Bolu, treći na svjetskom prvenstvu 2003. u Caorleu (Italija), drugi na svjetskom prvenstvu 2004. u Caorleu, treći na svjetskom prvenstvu 2005. u Caorleu, drugi na svjetskom prvenstvu 2008. u Moskvi), UNIT 021 Split (europski prvaci u streetballu 2005.), Mosa Fowiki Zadar (treći na Streetball Europe 2011. u Prištini). Ostale značajne ekipe su General Vasilije Mitu iz Zagreba, Ekogradnja Nova Gradiška (jedna od najdugovječnijih streetball ekipa u Hrvatskoj), Džinovska djeca Bjelovar, The lost vikings Zagreb.

### Natjecanja
- Streetball Gradac – Udruga Basket Gradac organizira turnire ulične košarke u Gradcu od 2011.

- Noćni hakl (od 2009.), Zagreb – „ajveći i najmasovniji turnir ulične košarke u Hrvatskoj”[7]
- Streetball Lipik – „jedan od najdugovječnijih streeetball turnira u Hrvatskoj; kasnije uveo pravila FIBA 3×3 košarke”
- Streetball Mornarica (od 2014.), Zadar – 3×3 košarkaški turnir po tradicionalnim zadarskim pravilima[8]
- Streetball OG, Ogulin
- Međunarodni Streetball turnir Metković (od 1996.) – „najstariji streetball turnir u Hrvatskoj; kasnije uveo pravila FIBA 3×3 košarke; u FIBA 3×3 kalendaru”[9]

## Vanjske poveznice
- CroHoops liga
- play.fiba3×3.com
- courtsoftheworld.com/croatia/